# Wegkreuz (Obererthal; Müllersgeheu)

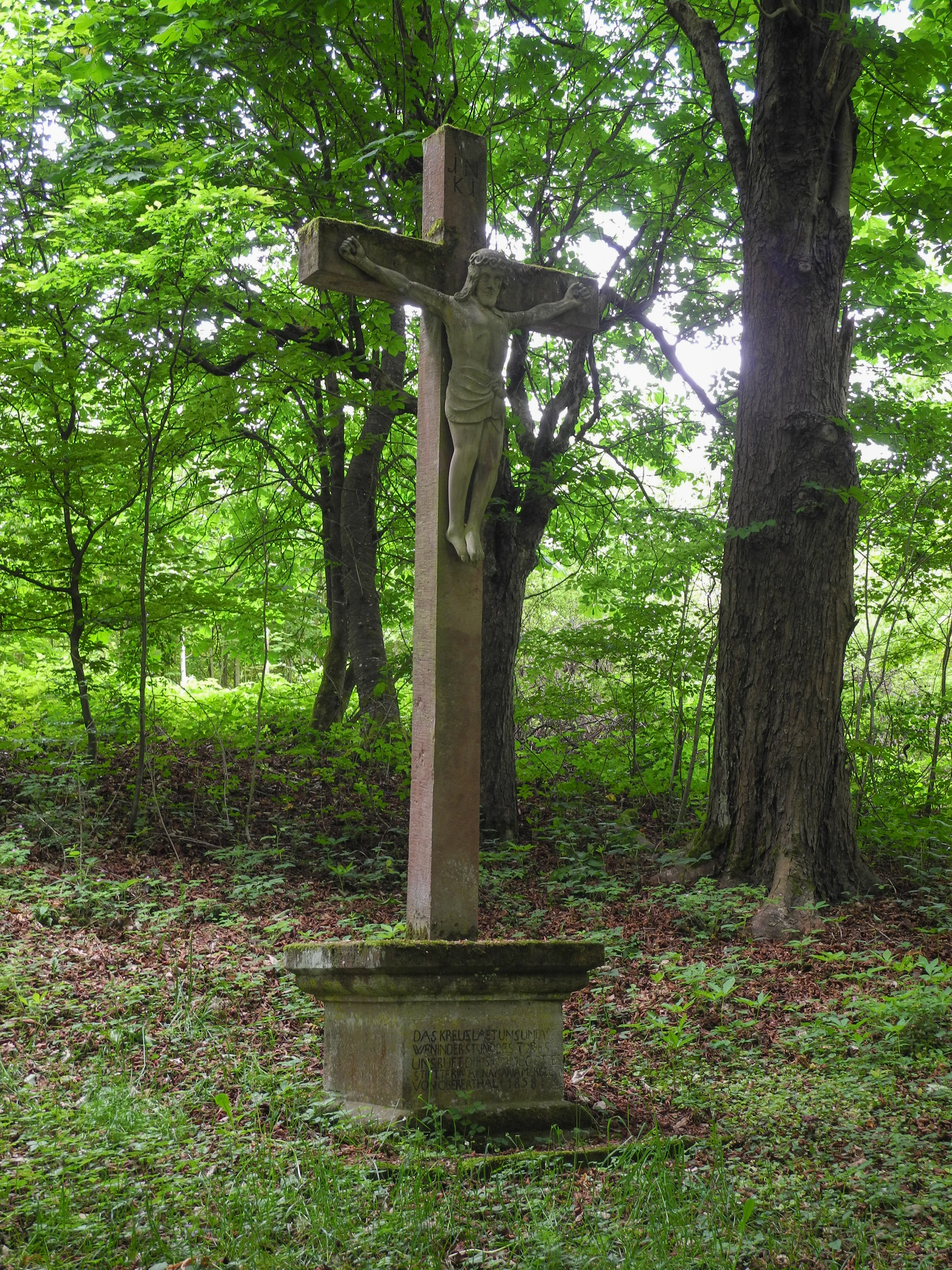
Wegkreuz in Hammelburg, Müllersgeheu.

Das Wegkreuz Müllersgeheu befindet sich in Obererthal, einem Gemeindeteil der Kleinstadt Hammelburg im unterfränkischen Landkreis Bad Kissingen in der Flur Müllersgeheu.
Das Wegkreuz gehört zu den Baudenkmälern von Hammelburg und ist unter der Nummer D-6-72-127-174 in der Bayerischen Denkmalliste registriert.

## Beschreibung
Das 310 cm hohe Wegkreuz besteht aus gelbem Sandstein und entstand im Jahr 1858.
Das Kreuz besteht aus einem Kreuzstamm mit INRI-Inschrift, einem 140 cm großen Korpus, einer abgestuften Sockelbasis, einer profilierten überstehenden Deckplatte. Der Sockel hat die Abmessungen 74 cm × 96 cm × 90 cm, der Schaft einen Querschnitt von 21 cm × 17,5 cm. Die Inschrift im Sockel lautet:

„Das Kreutz last uns umfasen, wen in der Stunde unseres Todes uns ruft die Stimme Gottes.- Stiterin Anna Maria Mergler von Obererthal.“

Der mündlichen Überlieferung nach stand einst am Standort des Kreuzes ein Bildstock, der durch ein Kreuz verdrängt wurde. Ein Kaplan ließ den fehlerhaften Korpus durch einen neuen ersetzen. Ein Mädchen in den besten Jahren litt an einer Lungenkrankheit und versprach, nach ihrer Gesundung ein Kreuz zu stiften. Auch wenn die Heilung von der Krankheit nicht einsetzte, stiftete sie dennoch ein Kreuz, als sie die Kreuzerhöhung erlebte.